# 小川原駅
小川原駅（こがわらえき）は、青森県上北郡東北町大字大浦字寒水（）にある、青い森鉄道青い森鉄道線の駅である。
北方には小川原湖（）が広がっている。小川原湖はかつては小川原沼（）という名称で、当駅もその地名から「こがわらえき」となった。1958年（昭和33年）1月1日に湖沼の名称が小川原湖（）に改められたが駅名はそのままとなり異なる読み方になった。

## 歴史
- 1944年（昭和19年）8月1日：運輸通信省の小川原信号場として開設[1]。
- 1953年（昭和28年）6月10日：駅に昇格（旅客扱い開始）[1]。小川原駅となる[1]。
- 1971年（昭和46年）8月15日：荷物扱い廃止[3]。無人化[4]。
- 1977年（昭和52年）3月：鉄筋コンクリート造平屋建て簡易駅舎に改築[5][6]。従来の駅舎より跨線橋寄りに建てられる[6]。
- 1987年（昭和62年）4月1日：国鉄分割民営化により、東日本旅客鉄道（JR東日本）の駅となる[1]。
- 2010年（平成22年）12月4日：東北新幹線全線開業に伴い、青い森鉄道に移管。

## 駅構造
相対式ホーム2面2線を有する地上駅。互いのホームは跨線橋で連絡している。
三沢駅管理の無人駅。上りホームに待合室が、下りホーム側に待合室兼簡易駅舎がある。自動券売機やトイレは設置されていない。

### のりば

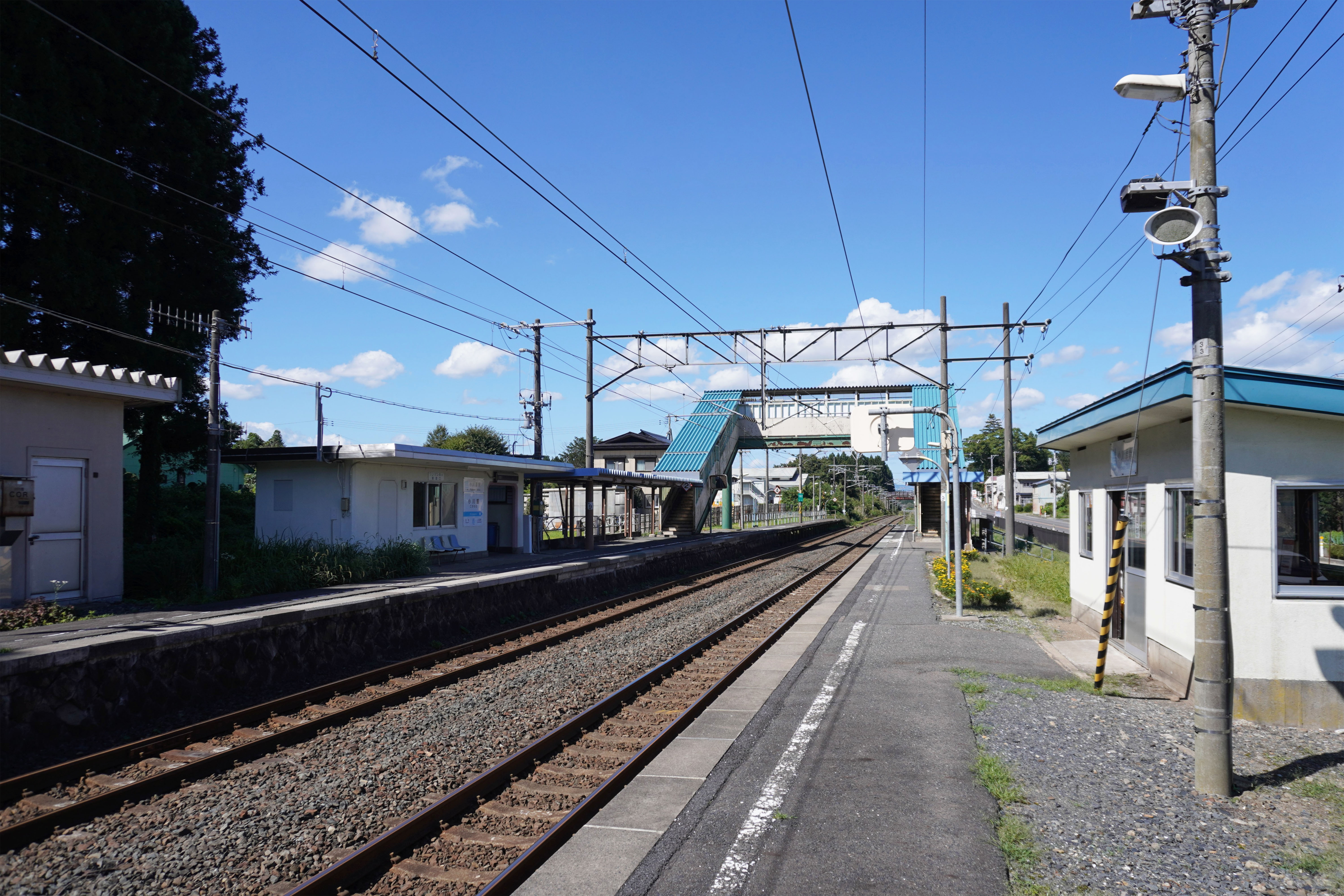
ホーム（2023年9月）

| ホーム | 路線          | 方向 | 行先           |
| ------ | ------------- | ---- | -------------- |
| 駅舎側 | ■青い森鉄道線 | 下り | 青森方面       |
| 反対側 | ■青い森鉄道線 | 上り | 八戸・目時方面 |

※案内上の番線番号は設定されていない。
- ホーム（2023年9月）

## 利用状況
| 1日乗降人員推移 | 1日乗降人員推移 |
| 年度            | 1日平均人数     |
| --------------- | --------------- |
| 2011年          | 40              |
| 2012年          | 40              |
| 2013年          | 33              |
| 2014年          | 34              |
| 2015年          | 41              |
| 2016年          | 32              |
| 2017年          | 28              |
| 2018年          | 28              |

## 駅周辺
- 小川原郵便局
- 小川原湖
- 姉戸川温泉
- 在日米軍姉沼通信所

## バス路線
- 十和田観光電鉄（十鉄バス）
  - 七戸案内所行
  - 三沢駅（小松ヶ丘ニュータウン）行
- 東北町民バス

## 隣の駅
青い森鉄道
■青い森鉄道線
□快速「しもきた」
通過
■普通
三沢駅 - 小川原駅 - 上北町駅